# Liste der Monuments historiques in Anhiers
Die Liste der Monuments historiques in Anhiers führt die Monuments historiques in der französischen Gemeinde Anhiers auf.

## Liste der Bauwerke
| Bezeichnung                      | Beschreibung              | Standort                    | Kennzeichnung | Schutzstatus | Datum | Bild           |
| -------------------------------- | ------------------------- | --------------------------- | ------------- | ------------ | ----- | -------------- |
| Zeche Nr. 2 der Minen von Flines | Ende des 19. Jahrhunderts | 185, rue du Chevalet (Lage) | PA59000162    | Inscrit      | 2010  | weitere Bilder |